# ホセ・イグナシオ・マルティネス・ガルシア
ナチョ（Nacho）ことホセ・イグナシオ・マルティネス・ガルシア（スペイン語: Jose Ignacio Martinez Garcia、1989年3月7日 - ）はスペイン、マドリード出身のサッカー選手。CDテネリフェ所属。ポジションはDF。

## 経歴
マドリードに生まれ、アトレティコ・マドリードのユースチームに所属した。

### ラーヨ・バジェカーノ
2012年10月31日にコパ・デル・レイのUDラス・パルマス戦でフル出場し、トップチームデビューを果たす。しかしチームは0-1で敗れた。11月24日にはRCDマヨルカ戦でプリメーラ・ディビシオンデビューを果たし、2-0の勝利に貢献した。

### レアル・バリャドリード
2017年7月6日、レアル・バリャドリードに2年契約で移籍した。

### CDテネリフェ
2022年7月13日、CDテネリフェに移籍した。